# 雷鋒故居

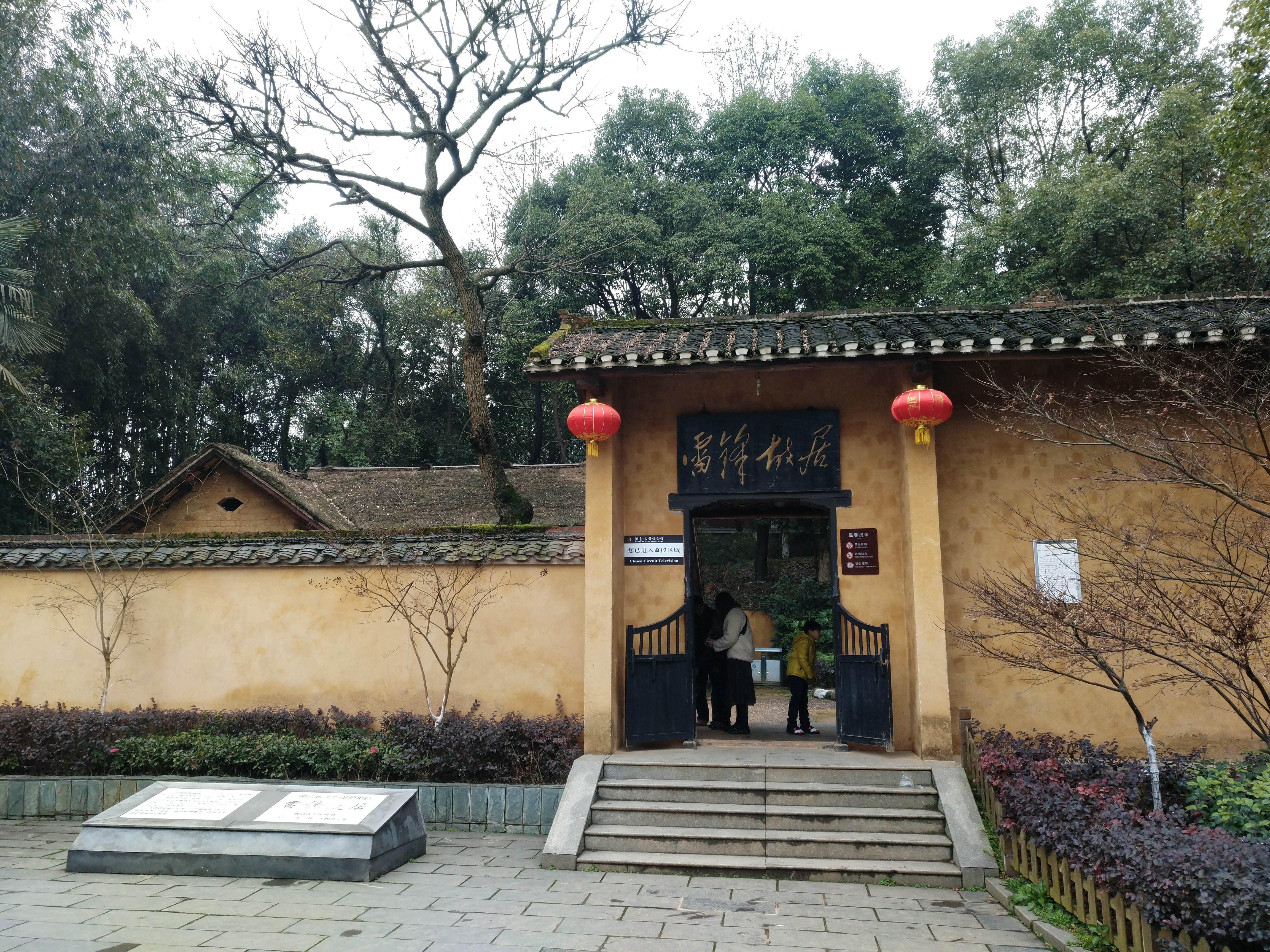
雷鋒故居大門。

雷鋒故居（らいほうこきょ）は、中国人民解放軍における模範兵士の雷鋒の生家である。湖南省長沙市望城区雷鋒街道に位置する。

## 歴史
清の光緒年間、故居設立。この家は地主の譚四滾子に属する。
1940年12月18日、雷鋒はこの地で誕生した。
1958年、故旧居家は長年の荒廃で取り払った。その後、雷鋒の従叔父の雷光明は前の場所を再建した3間茅屋。
1993年、国内観光客に一般公開される。
2011年、湖南省人民政府は故居を湖南省重点文物保護単位に認定した。

## 周辺建築
- 雷鋒銅像
- 雷鋒紀念館